# Lauras Stern (Film)
Lauras Stern ist ein computeranimierter Trickfilm, der am 23. September 2004 in den deutschen Kinos anlief. Der Film erschien im Verleih von Warner und basiert auf dem Kinderbuch Lauras Stern von Klaus Baumgart.
Der Film kam am 23. September 2004 mit 543 Kopien in die deutschen Kinos. In der ersten Woche sahen 245.589 Zuschauer den Film; insgesamt sahen ihn 1.353.517 Zuschauer. Damit ist der Film auf Platz 31 der erfolgreichsten Kinofilme 2004. Der Film wurde gemeinsam von Rothkirch Cartoon Film, MotionWorks und Animationsfabrik produziert. In Co-Produktion agierten Warner Bros. und Comet Film.

## Handlung
Laura zieht mit ihrer Familie vom Land in die Stadt. Nach einem nächtlichen Sternschnuppen-Schauer findet sie im Park einen kleinen verletzten Stern und nimmt ihn mit zu sich nach Hause. Sie versorgt seinen abgebrochenen Zacken und schließt schnell Freundschaft mit ihrem Stern. Dieser verzaubert Lauras Spielzeuge und hilft ihr, sich in der großen Stadt etwas wohler zu fühlen. Doch bald merkt Laura, dass der Stern an Heimweh leidet und an Leuchtkraft verliert.
Als Laura eines Abends mit Hilfe des Sterns den Cello-Bogen ihrer Mutter in die Oper bringen will, stürzt sie mit dem Stern ab, als der nur angeklebte Zacken erneut verloren geht. Mit Hilfe des Nachbarsjungen Max und der Sonne in der Opernkulisse kann sie den Stern heilen und zurück in den Sternenhimmel bringen. Nach diesem Abenteuer fühlt sie sich in der neuen Stadt zu Hause.

## Hintergrund
Laut Baumgart bedienten sich die Mitwirkenden an den verschiedenen Elementen der ab 2002 erschienenen Zeichentrickserie. Gebäude der Stadt und die Entwicklung der Charaktere mussten somit nicht komplett neu erdacht werden. Trotzdem wurde zugunsten der Dramaturgie neue Protagonisten eingeführt, etwa der Nachbarsjunge Max oder die lebendigen Kuscheltiere von Laura.

## Musik
Die Filmmusik wurde von Hans Zimmer und Nick Glennie-Smith komponiert und vom Deutschen Filmorchester Babelsberg eingespielt. Die Songs im Film wurden von der deutschen Band Wonderwall gesungen. Der offizielle Soundtrack zum Film dauert knapp 70 Minuten und wird vom Label BMG Music Publishing vertrieben.

## Kritiken
„Die Geschichte ist liebevoll animiert und von ausgesuchter Herzigkeit, die Handlung ist in episodenhaften Bögen mit zahlreichen kleinen Höhepunkten gespannt, wird aber nie so heftig, dass sie ängstigen könnte.“

„Nach fast 2 Millionen verkauften Büchern und einer 13-teiligen Fernsehserie fand Lauras Stern auch den Weg auf die Kino-Leinwand. Der Deutsche Klaus Baumgart schrieb die Vorlage und so entstand auch die filmische Umsetzung vorwiegend in Deutschland – auf beachtlichem technischen Niveau und mit musikalischer Unterstützung von dem inzwischen in Hollywood sehr erfolgreichen deutschen Komponisten Hans Zimmer. Das ganze ist passend-stimmungsvoll umgesetzt – allerdings ohne die ganz großen Highlights. Vielleicht ist die verträumte Geschichte am Ende doch etwas zu kindgerecht. Für diese Zielgruppe ist der Film auf jeden Fall ein ‚Muss‘.“

„Lauras Stern ist ein kindergerechter und niedlicher Zeichentrickfilm. Die Story und Zeichnungen sind gelungen und für kleine Fans geeignet. Gute Verfilmung der Fernsehserie und kann locker mit dieser mithalten.“

## Auszeichnungen
- Deutscher Filmpreis – Bester Kinder- und Jugendfilm (2005)[9]
- Chicago International Children’s Film Festival (2005)
- Die Deutsche Film- und Medienbewertung FBW in Wiesbaden verlieh dem Film das Prädikat wertvoll.

## Fortsetzungen
Die Direct-to-DVD-Produktion Lauras Weihnachtsstern erschien am 1. Dezember 2006. Regie führten erneut Piet De Rycker und Thilo Rothkirch.
Am 24. September 2009 kam der Film Lauras Stern und der geheimnisvolle Drache Nian in die Kinos, am 13. Oktober 2011 folgte Lauras Stern und die Traummonster.

## Neuverfilmung
Regisseurin Joya Thome drehte eine Realfilmfassung, die am 9. Dezember 2021 in die Kinos kam.